# Oberleitungslose Straßenbahn Hyundai Rotem
Die Oberleitungslose Straßenbahn Hyundai Rotem (koreanisch: 무가선 저상 트램) ist ein akkubetriebenes Straßenbahnfahrzeug des Unternehmens Hyundai Rotem. Es ist die erste von diesem entwickelte oberleitungslose Straßenbahnbaureihe. Aktuell existiert nur ein Prototyp, dieser dient jedoch zur Weiterentwicklung zukünftiger oberleitungsloser Straßenbahnwagen des Unternehmens. Der Typ soll künftig serienmäßig hergestellt werden.

## Aufbau und Ausstattung
Dieses Straßenbahnmodell ist ein Zweirichtungs-Triebfahrzeug. Das Triebwerk hat eine Länge von 29 Metern und besteht aus fünf Fahrzeugmodulen. Unter dem ersten und fünften Modul befindet sich jeweils ein doppelachsiges Triebfahrwerk. Im dritten Modul ist ein Losradlaufwerk untergebracht. Die beiden Zwischenmodule verfügen jeweils über eine Einstiegstür, die als elektromechanisch betriebene Schwenkschiebetüren realisiert sind.
An den Endhaltestellen legt das Fahrzeug einen Stromabnehmer an einen Auflademast an und lädt die Akkus auf.
Insgesamt kann ein Triebwagen bis zu 200 Personen befördern.

## Einsatz
Der Hyundai Rotem soll in Zukunft an die Straßenbahnnetze in Südkorea ausgeliefert werden (Busan, Hwaseong, Suwon, Seongnam, Oido, Bucheon, Wirye, Ulsan und Seoul).

## Galerie

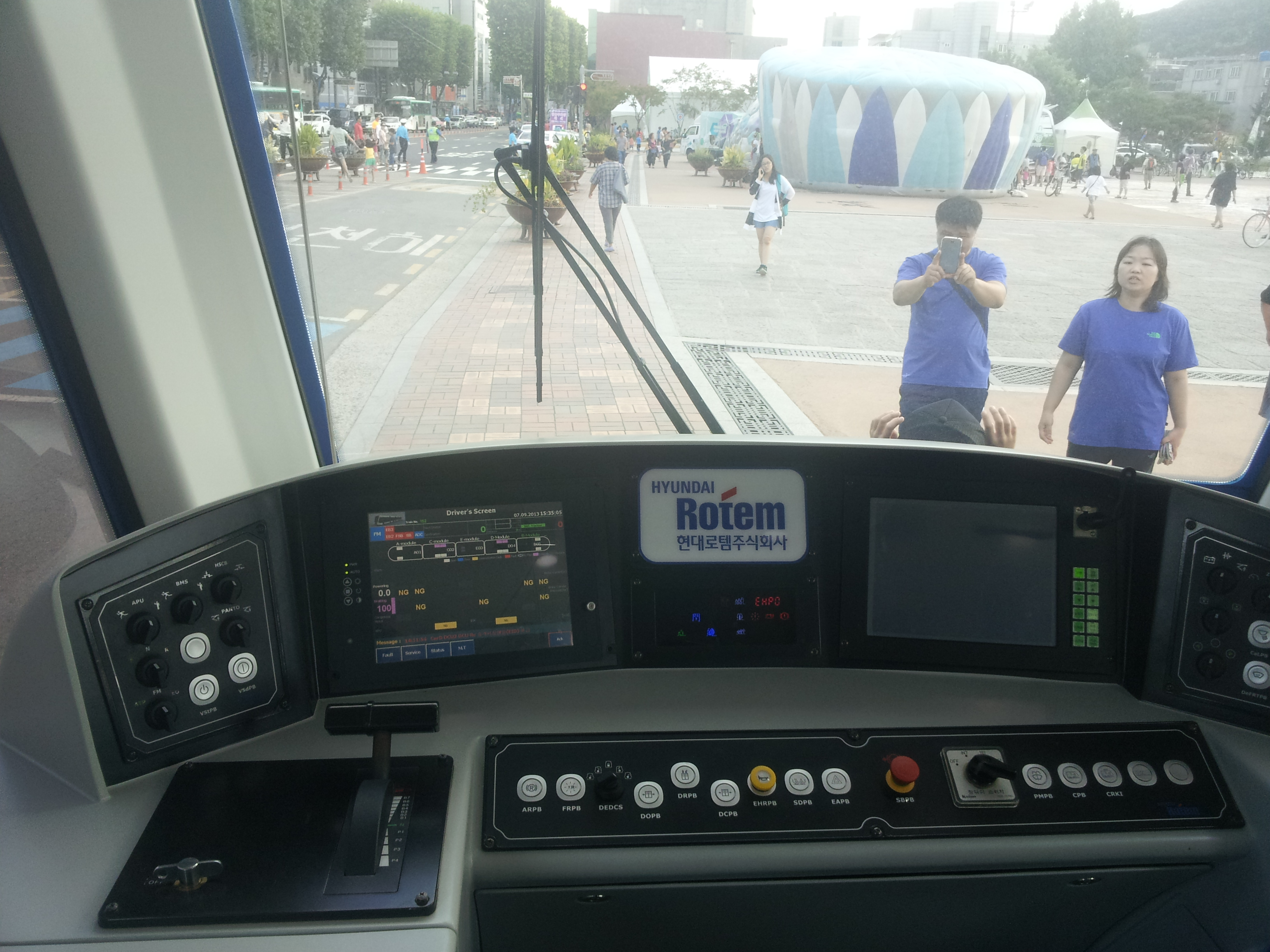
Fahrerkabine
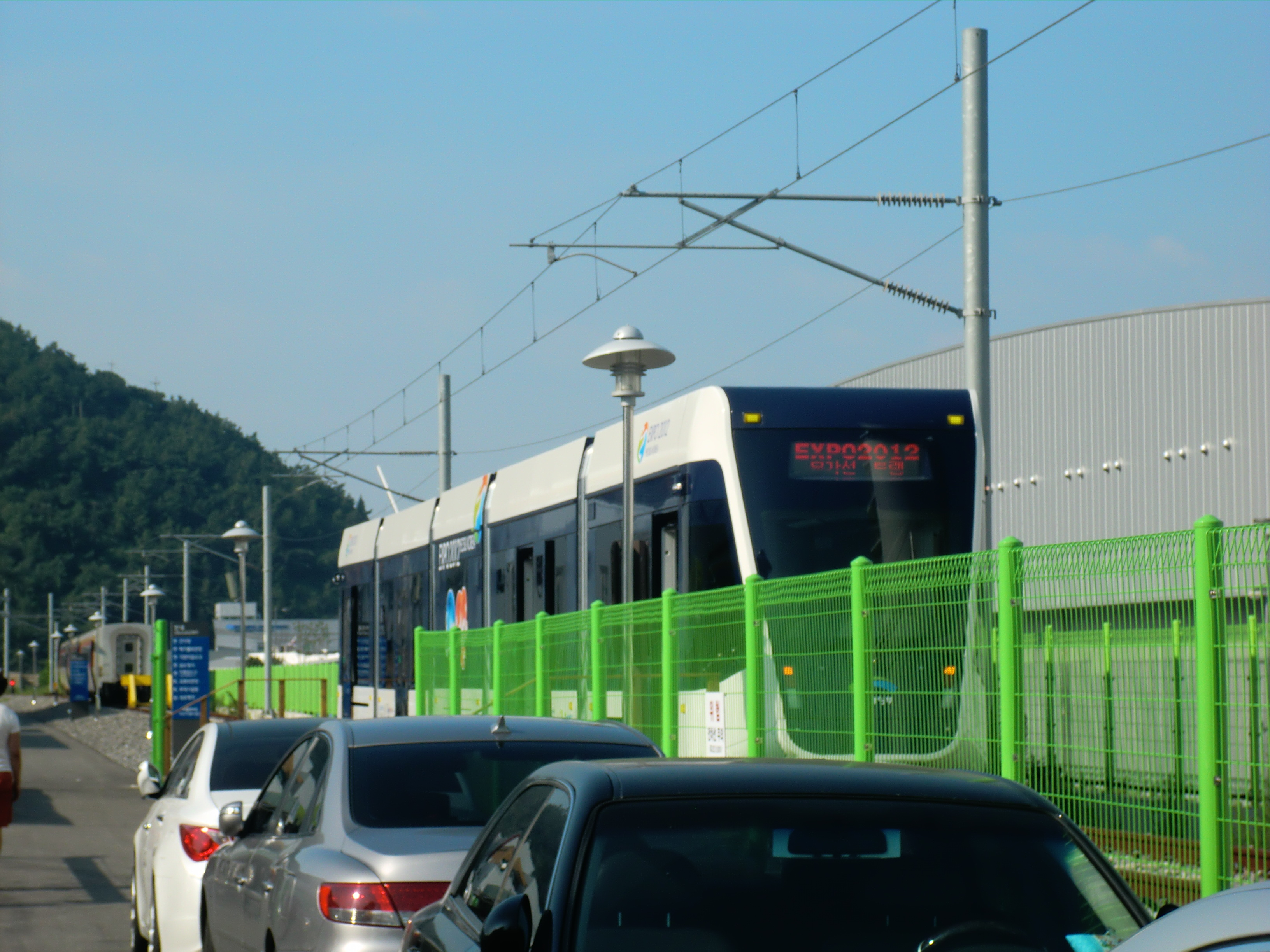
Außenansicht
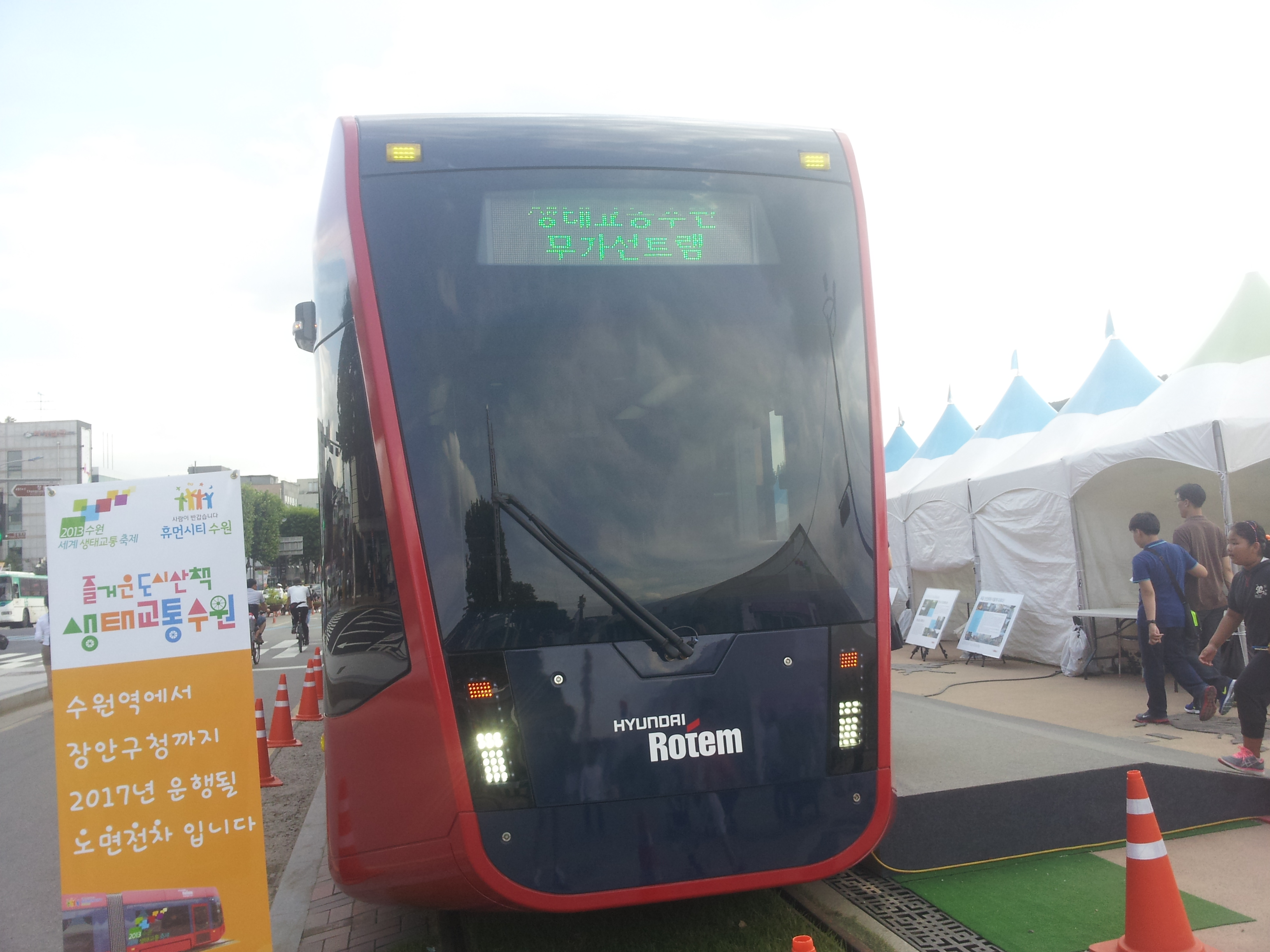
Rückansicht